# Millionen um ein Weib
Börsenfieber (englischer Originaltitel: The Wolf of Wall Street; deutscher Verweistitel: Millionen um ein Weib) ist ein 1929 uraufgeführter US-amerikanischer Spielfilm des Regisseurs Rowland V. Lee. Er war einer der ersten Tonfilme der Filmgesellschaft Paramount Pictures.

## Handlung
Der Broker Jim Bradford zockt mit dem Geld verschiedener Investoren an der Börse. Bradford verachtet die Investoren und lacht jeden Morgen auf dem Weg zur Arbeit über die „Dummen“. Während ihm ein Coup beim Handel mit Kupfer gelingt, verliert sein Partner Tyler dort Geld. Bradford demütigt seinen Partner öffentlich. Dieser rächt sich, in dem er Bradfords nach Aufmerksamkeit heischende Frau Olga verführt. Deren Zimmermädchen Gert erfährt von der Affäre und will sie zu ihrem eigenen Vorteil nutzen. Sie gibt ihrem Freund Frank Insiderinformationen über den Kupferhandel, der damit erste Gewinne einfährt. Er kann der Versuchung nicht widerstehen und investiert das gewonnene Geld erneut, wobei er diesmal aufgrund von Bradfords Manipulationen alles verliert. Um seine Schulden zu decken, unterschlägt Frank Geld auf der Arbeit, wird aber ertappt und muss ins Gefängnis. Gert beschuldigt Bradford, die Misere ihres Freundes verursacht zu haben. Als dieser Gert auslacht, enthüllt sie die Affäre zwischen Olga und Tyler. 
Bradford manipuliert daraufhin erneut den Markt, um Olga und Tyler um ihr Geld zu bringen. Er verliert dabei jedoch ebenfalls sein Vermögen. Auf der Wall Street trifft er Gert und Frank, die durch seine Manipulationen viel Geld gewonnen haben und nun heiraten möchten.

## Kritik
Der Kritiker Mordaunt Hall bemängelte die uninteressante Geschichte des Films. Nahezu jeder, der sich für eine halbe Stunde vor die Trinity Church gestellt und dort den Brokern, Bankern, Investoren und Stenographen zugesehen hätte, könnte eine interessantere und plausiblere Geschichte („more exciting and plausible story“) schreiben. Die schauspielerische Leistung von George Bancroft sei recht ordentlich („fairly well“), die der anderen Darsteller hingegen ziemlich enttäuschend („quite disappointing“). Insbesondere kritisierte er Olga Baclanova, die zwar einen interessanten Akzent habe, aber bei einigen Dialogen kaum verstanden werden könne („quite indistinct“).
A.M. Sherwood, Jr. vom New Yorker Magazin The Outlook lobte Bancrofts Leistung als eine der besten der frühen Tonfilmzeit („far beyond anything that the talkies have so far produced“). Die Dialoge des Films wären gut geschrieben und passend zum Thema bedeutungsschwer („cleverly written and pregnant“). Die sonst so zuverlässige Nancy Carroll liefere jedoch erstmals eine enttäuschende Darbietung („disappointment, for the first time“).

## Hintergrund
Laut Angaben der Filmwebsite silentera.com existiert eine vollständige Kopie des Films. Diese Angaben sind jedoch unbestätigt.
Gesichert ist der Bestand einer etwa 17 Sekunden kurzen Montage-Sequenz (The Money Machine) aus dem Film, die von Slavko Vorkapić geschaffen wurde und von 2001 bis 2005 im Rahmen der amerikanischen Filmretrospektive-Tour Unseen Cinema: Early American Avant Garde Film 1894–1941 präsentiert wurde.